# Beebe Bridge
Die Beebe Bridge ist eine Straßenbrücke über den Columbia River zwischen dem Chelan County und Douglas County im Bundesstaat Washington der USA. Sie liegt etwa fünf Kilometer südöstlich der Stadt Chelan und führt zwei Fahrstreifen des U.S. Highway 97. Das durchschnittliche Verkehrsaufkommen lag 2012 bei 4900 Fahrzeugen täglich.
Die erste Brücke entstand hier 1919 durch die Wenatchee-Beebe Orchard Company und diente hauptsächlich der Führung einer Wasserleitung zur Bewässerung der Obstplantagen am Ostufer. Die Hängebrücke besaß auch eine schmale Fahrbahn oberhalb der Rohrleitungen und war nach der 1908 ebenfalls zur Bewässerungszwecken gebauten Old Wenatchee Bridge und der Vancouver-Portland Bridge von 1917 erst die dritte Straßenverbindung über den Columbia auf seinem 1200 Kilometer langen Verlauf in den USA. Mit dem Ausbau des Straßennetzes in Washington und dem Bau des Rocky Reach Dam in den 1950er Jahren entstand der Bedarf an einem Brückenneubau. Noch vor der Fertigstellung der Staustufe 1961 wurden die neuen Strompfeiler und bis 1963 der Überbau der Fachwerkbrücke errichtet.

## Geschichte

### Hängebrücke 1919

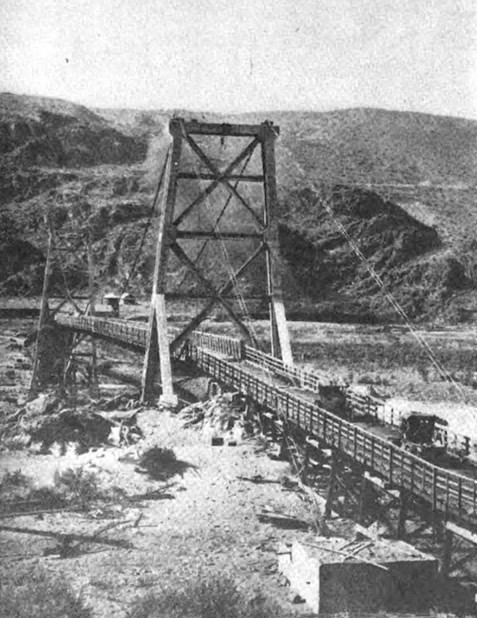
Die erste Beebe Bridge war eine Hängebrücke, Blick nach West 1919

Die Wenatchee-Beebe Orchard Company betrieb im Douglas County Anfang des 20. Jahrhunderts eine 400 Acres (161,9 ha) große Obstplantage gegenüber von Chelan an der Ostseite des Columbia River Canyons. Zur Bewässerung wurde anfänglich aufwendig Wasser vom Fluss auf die Plantage gepumpt. In den 1910er Jahren erwarb das Unternehmen eine Indianerlandparzelle der Chelan an der Westseite des Canyons. Hier waren Wasserquellen vorhanden, die vermutlich aus dem Lake Chelan gespeist wurden und zudem höher langen als die Plantagen auf der gegenüberliegenden Flussseite. Durch den Bau einer Brücke über den Fluss war damit die Realisierung einer Freispiegelleitung zur Bewässerung möglich. Neben der Wasserleitung sollte die Brücke auch eine Fahrbahn führen, um so die Produkte einfacher als mit der Fähre zum Westufer transportieren zu können, wo seit 1914 eine Zweigstrecke der Great Northern Railway zwischen Wenatchee und Oroville verlief (heute Cascade and Columbia River Railroad).
Im Frühjahr 1919 begann die Errichtung der von M. Muster aus Seattle entworfenen Hängebrücke durch MacRea Brothers, ebenfalls aus Seattle. Die Konstruktion war eine Kombination aus einem Holz-Fahrbahnträger mit Tragkabeln und Hängern aus Stahl und Pylonen aus Stahlbeton, die durch Trestle-Brücken aus Holz für die Zufahrten ergänzt wurde. Die insgesamt 457 Meter lange Brücke hatte eine Spannweite zwischen den Pylonen von 193 Metern. Die heute noch vorhandenen Pylone erreichen Höhen von bis zu 45 Meter. Zwei Rohrleitungen mit 30 cm Durchmesser aus genietetem Stahl verliefen unterhalb des Fahrbahnträgers, der oberhalb einer 3,7 Meter breiten Straße Platz bot. Der Bau der Brücke dauerte nur 10 Wochen und kostete rund 125.000 US-Dollar.

### Fachwerkbrücke 1963
Mitte der 1950er Jahre wurde der Bau des Rocky Reach Dam etwa 50 km flussabwärts von Chelan geplant sowie für den U.S. Highway 97 eine neue Trassierung am Ostufer des Columbia zwischen Wenatchee und Chelan, was den Neubau einer zweispurigen Straßenbrücke erforderte. Noch vor der Fertigstellung des Rocky Reach Dam, der seit 1961 den Columbia zum Lake Entiat aufstaut, wurde ab April 1959 mit der Errichtung der beiden Strompfeiler der neuen Fachwerkbrücke durch die Alton V. Phillips Company begonnen, die im Januar 1960 abgeschlossen war. Das WSDOT vergab dann Ende 1961 den Auftrag für den Überbau und die Zufahrten an die Troy T. Burnham Company, die die Brücke im Frühjahr 1963 fertigstellte. Die alte mautpflichtige Hängebrücke wurde daraufhin abgerissen, die Pylone sind aber noch erhalten, wobei der westliche heute im Flussbett des Columbia bzw. im Lake Entiat steht. Die beiden Rohrleitungen zur Bewässerung wurden durch eine neue einzelne Leitung von 61 cm Durchmesser ersetzt, die man an der flussabwärts gelegenen Seite der neuen Brücke montierte. Die Plantage hatte sich bis 1979 auf über 600 Acres (242,8 ha) vergrößert und die Wenatchee-Beebe Orchard Company zählte bis zum Verkauf an die Dole Food Company 1989 zu einem der größten Apfelproduzenten im Bundesstaat; heute sind Teile des Areals am Flussufer ein Wohngebiet.
Am 31. August 2009 kam es auf der Brücke zu einem folgenschweren Unfall, als ein Sattelzug aus ungeklärter Ursache von der Fahrbahn abkam. Die Zugmaschine durchbrach das Geländer sowie eine Strebe des Stahlfachwerks und stürzte in den Columbia River. Der Auflieger blieb am Fachwerk hängen und wurde großflächig aufgerissen. Die Fahrerin der Zugmaschine und ihr Beifahrer kamen dabei ums Leben. An der Unfallstelle senkte sich die Fahrbahn um fast 10 cm und die Brücke musste zur Behebung des strukturellen Schadens bis zum 28. September vollständig für den Straßenverkehr gesperrt werden. Die Beebe Bridge ist die einzige Flussquerung zwischen Wenatchee und Brewster, das durchschnittliche Verkehrsaufkommen lag 2012 bei 4900 Fahrzeugen täglich.

## Beschreibung

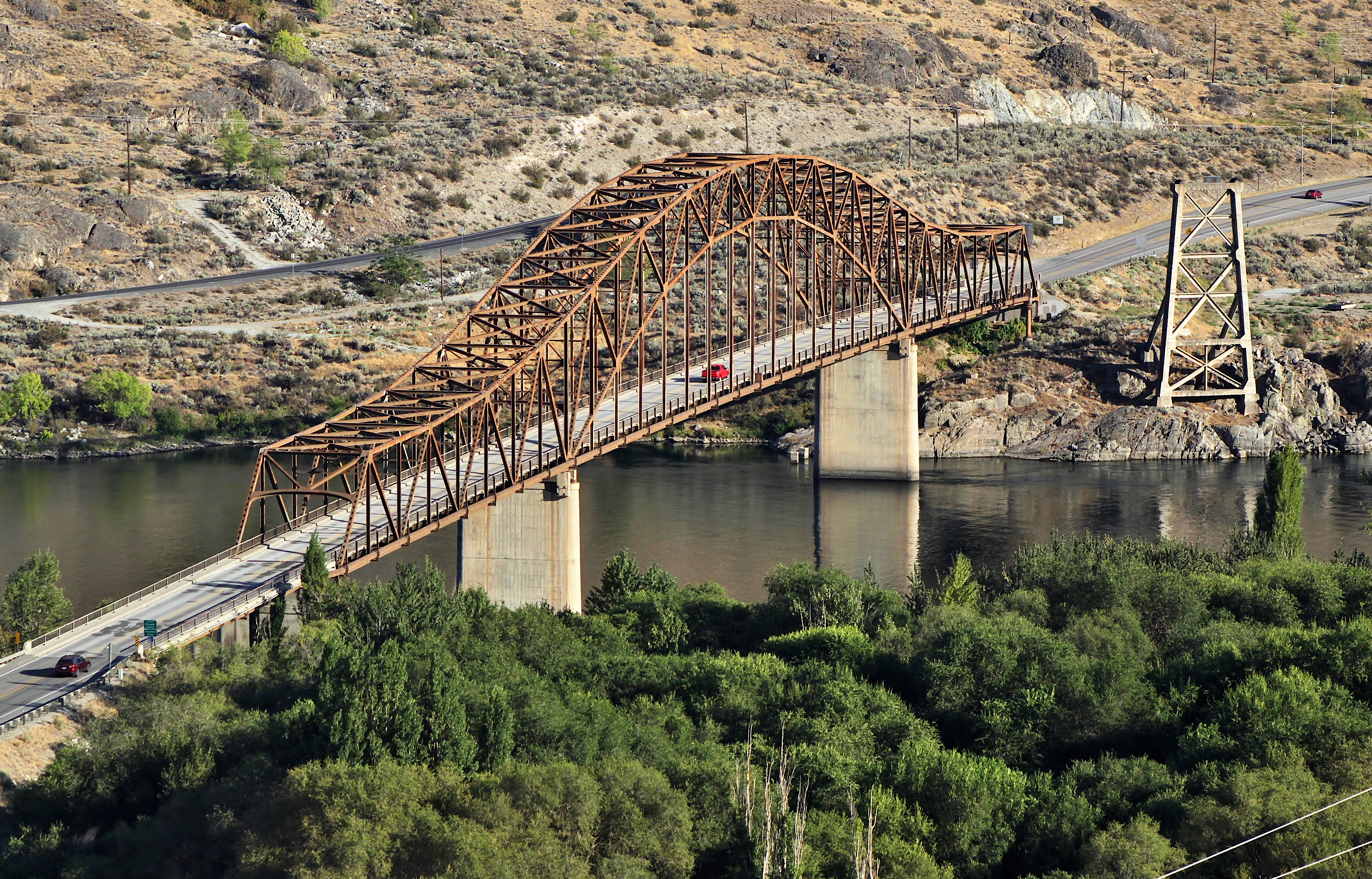
Beebe Bridge 2021, Blick nach Ost, rechts ein alter Pylon der Hängebrücke

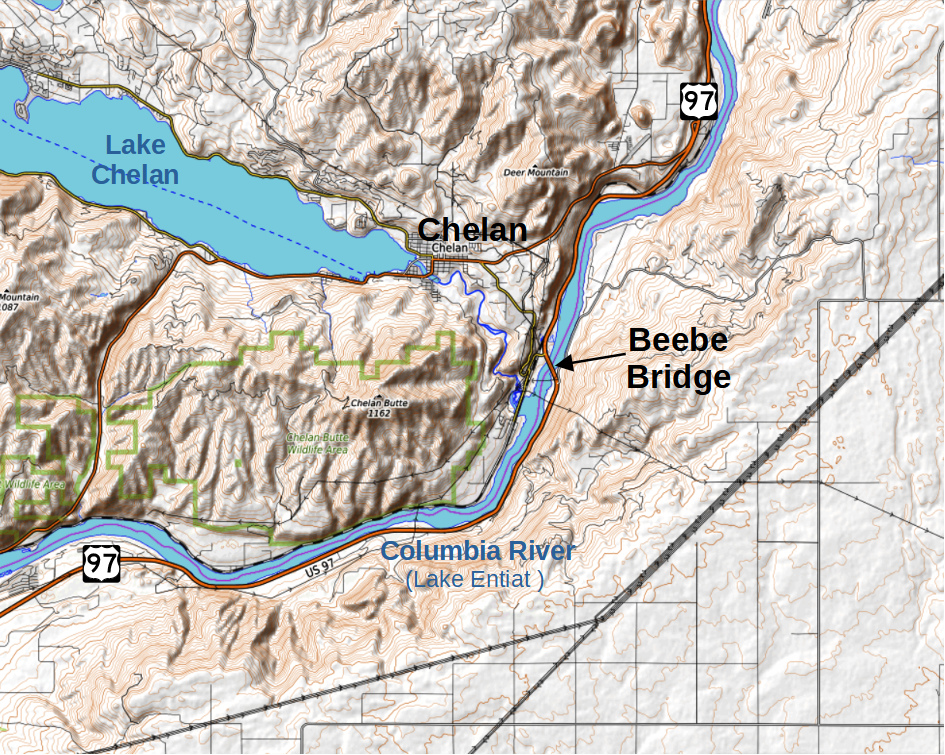
Lage der Beebe Bridge und Verlauf des U.S. Highway 97 entlang des Columbia

Im Gegensatz zur ersten Beebe Bridge quert die heutige Brücke den Columbia nicht senkrecht zum Strom, sondern wurde zur Vermeidung von engen Kurven auf der neuen Trassierung unter einem Winkel von etwa 45° gebaut, wobei der U.S. Highway 97 von Süden kommend vom Ostufer zum Westufer wechselt und dann weiter nach Norden verläuft. Zentrales Element der Brücke ist ein 318 m langer Durchlaufträger, dessen Mittenspannweite von 158,5 m als Langerscher Balken konstruiert ist. Der 10 m breite Fachwerkträger bildet dadurch eine Ausleger- als auch eine Bogenbrücke. Er ist als Strebenfachwerk mit Pfosten ausgeführt und ruht auf drei Stahlbetonpfeilern und dem südlichen Widerlager. Ergänzt wird die Konstruktion durch einen 55 m langen Betonhohlkastenträger zum nördlichen Widerlager, wodurch sich eine Gesamtlänge von 374 m ergibt.